# Кастро Тито Куси Юпанки, Диего де
Титу Куси Юпанки, Диего де Кастро (исп. Diego de Castro Titu Cusi Yupanqui; 1539, Перу — 1571, Перу) — предпоследний потомок правителей Инков по мужской линии, внук Уайна Капака и сын Манко Инки Юпанки.

## Биография
Точная дата его рождения неизвестна. Его первоначальное имя также неизвестно. Имя полученное при коронации — Титу Куси Юпанки — на языке кечуа значит: Великодушный Счастливый Знаменитый. В возрасте четырёх лет, когда он находился со своим отцом Манко, его захватили испанцы и переправили в Куско. По постановлению суда он был отдан на попечение некоему Оньяте (Oñate) и следующие четыре года находился в окружении своих врагов. За это время он выучил испанский язык. В восемь лет он был возвращён к своему отцу, поскольку его удалось похитить у испанцев.
Стал правителем Инкой в 1558 году в Вилькабамбе после Сайри Тупака и правил по 1571 год. Пока он находился в Вилькабамбе вице-король Перу Франциско де Толедо хотел установить с ним дружественные отношения.
24 августа 1566 около Анкобамбы Титу Куси Юпанки подписал мирное соглашение с испанцами и ратифицировал его 9 июля 1567, поклявшись на верность Испанской короне.
После установления отношений с испанцами в 1568 году Титу Куси принял христианство.
Титу Куси сделал Тупак Амару жрецом и хранителем тела Манко Инки II в Вилкабамбе.
Титу Куси Юпанки был убит в 1571 году. Монаха Диего Ортиса обвинили в его отравлении, после смерти которого Тупак Амару стал правителем.

## Произведения
Его Сообщение было составлено в Сант-Сальвадоре де Вилькабамба 6 февраля 1570, при этом присутствовали такие свидетели: монах-августинец Маркос Гарсия, монах Диего Ортис, Пабло Гуальпа Юпанки, Мартин Коси Гуаман и Гаспар Ксулька Янак; и подписана она двумя монахами, нотариусом выступил Мартин де Пандо, по поручению губернатора Лопе Гарсия де Кастро.
- Castro Tito Cusi Yupanqui, Diego de. Relación de la Conquista del Perú y hechos del Inca Manco II. Lima: Impr. y libr. Sanmartí, 1916 (1570). xxxiii, 151 p. Архивировано 12 июля 2012 года.